# 고용보험법
고용보험법(雇傭保險法)은 근로자의 직업능력 개발과 실업예방, 고용 기회를 확대시켜 근로자가 실업으로 인해 겪는 사회적·경제적 문제를 해소하자는 취지에서 제정된 법률이다. 1993년 12월에 제정하여 1995년 7월 1일부터 시행하고 있다. (실업급여는 1996년 7월 1일부터 시행되었다.)

## 적용 대상
1인 이상의 근로자를 사용하는 사업장에서는 고용보험법이 적용된다. 원칙적으로 모든 사업 또는 사업장에 적용되나, 다만 사업의 규모 및 산업별 특성을 고려해 대통령령이 정하는 사업은 그 적용에서 제외할 수 있도록 하고 있다. (제외사업으로는 농임어수렵 계통 4인이하, 가사서비스업 등이 있다.)

## 주요 내용
1. 고용안정사업에는 고용조정지원산업, 고용촉진지원사업, 고용정보제공 및 직업 지도 등이 있다.
2. 직업능력개발사업에는 사업내 직업훈련의 지원, 실업자의 재취직훈련, 직업능력개발훈련시설에 대한 지원, 직업능력개발의 촉진 등이 있다.
3. 실업급여의 지급은 근로의 기회를 상실, '실업'이라는 보험사고가 발생시 보험자인 정부가 피보험자인 근로자에게 이행하게 되는 것이다. 실업급여는 구직급여와 취직촉진수당으로 구성된다.
4. 피보험자격의 취득과 상실에 대한 확인, 실업급여에 대한 처분에 이의가 있는 자는 고용보험 심사관에게 심사를 청구할 수 있고, 그 결정에 이의가 있는 자는 고용보험심사위원회에 재심사를 청구할 수 있다.